# Кузнецов, Василий Дмитриевич (Герой Социалистического Труда)
Васи́лий Дми́триевич Кузнецо́в (1913—1990) — советский железнодорожник, Герой Социалистического Труда (1959).

## Биография
Родился в 1913 году деревне Черепаны Оханского уезда Пермской губернии (ныне — Нытвенский район Пермского края).
Трудовую карьеру начал в леспромхозе. В 1934 году устроился на работу в Пермскую дистанцию пути ремонтным рабочим. В 1935—1938 годах проходил срочную службу в железнодорожных войсках.
С 1941 года — рабочий на железной дороге, затем бригадир пути. Бригада В. Д. Кузнецова обслуживала ответственный участок Пермской дистанции Свердловской железной дороги: перегон Курья — Оверята. Василий Кузнецов зарекомендовал себя как один из лучших железнодорожников на Урале. Так, он первым на Пермской дистанции предложил составлять двухнедельный график таким образом, чтобы все ремонтные работы выполнялись «по кольцу». Это усовершенствование привело к заметному росту производительности труда и положительным образом отразилось на качестве ремонтно-профилактических работ. За свою работу В. Д. Кузнецов неоднократно поощрялся руководством дистанции, управлением дороги и Министерством путей сообщения, был награждён рядом медалей.
Указом Президиума Верховного Совета СССР от 1 августа 1959 года за выдающиеся успехи, достигнутые в деле развития железнодорожного транспорта Василию Дмитриевичу Кузнецову было присвоено звание Героя Социалистического Труда с вручением ордена Ленина и медали «Серп и Молот».
Скончался в 1990 году.

## Награды
- медаль «Серп и Молот» (01.08.1959)
- орден Ленина (01.08.1959)
- медаль «За трудовую доблесть» (31.07.1954)
- медаль «За трудовое отличие» (17.02.1951)
- медаль «За доблестный труд в Великой Отечественной войне 1941—1945 гг.»

## Память
На зданиях Пермской дистанции пути и Пермского отделения Свердловской железной дороги установлены мемориальные доски, посвященные Герою.